# 일본 운수안전위원회
운수안전위원회(일본어: 運輸安全委員会 운유안젠이인카이[*], Japan Transport Safety Board, 약칭: JTSB)은 일본의 행정기관이다.

## 설치 근거 및 소관 업무

### 설치 근거
- 국토교통성설치법 제41조
- 운수안전위원회설치법 제3조

### 소관 업무
- 항공사고, 철도사고 및 선박사고 등의 원인 및 그에 따른 피해의 원인을 구명하기 위한 조사

## 연혁
- 1949년(쇼와 24년) 6월 1일: 해난심판청을 설치.
- 1974년(쇼와 49년) 1월 11일: 국토교통성의 심의회로 항공·철도사고조사위원회를 설치.
- 2008년(헤이세이 20년) 10월 1일: 해난심판청과 항공·철도사고조사위원회를 통합하여, 운수안전위원회를 설치.

## 조직

### 간부
- 위원회 1인
- 위원 12인[1]

## 같이 보기
- 운수안전위원회 위원장
- 운수안전위원회 사무국장